# Panola County, Mississippi
Panola County är ett administrativt område i delstaten Mississippi, USA. År 2010 hade countyt 34 707 invånare. De administrativa huvudorterna (county seat) är Batesville och Sardis. 

## Geografi
Enligt United States Census Bureau har countyt en total area på 1 826 km². 1 772 km² av den arean är land och 54 km² är vatten. 

### Angränsande countyn
- Tate County - nord
- Lafayette County - öst
- Yalobusha County - sydost
- Tallahatchie County - sydväst
- Quitman County - väst
- Tunica County - nordväst